# Latviešu zemnieku savienība
Latviešu Zemnieku savienība (deutsch Lettischer Bauernbund) war von 1917 bis 1934 eine der größten politischen Partei Lettlands.

## Geschichte
Der Lettische Bauernbund wurde im Mai 1917 unter anderem von Kārlis Ulmanis gegründet. Im August 1917 zählte er bereits 20.000 Mitglieder.
Der Lettische Bauernbund forderte die Enteignung der adligen Großgrundbesitzer und die Aufteilung ihrer Ländereien unter den Landlosen. Da sich der Lettische Bauernbund zu einer der maßgeblichen Parteien der Republik Lettland entwickelte, konnten dieses Anliegen ab 1919/1920 verwirklicht werden.
Der Lettische Bauernbund war eine konservative Volkspartei. Unter den führenden Politiker der Partei waren Zigfrīds Anna Meierovics, Ādolfs Klīve, Hugo Celmiņš, Arturs Alberings und Jānis Balodis.
Nach seinem Staatsstreich am 15. Mai 1934 ließ Ulmanis den Lettische Bauernbund auflösen.

## Nachfolgeparteien
Die 2002 gegründete Partei Latvijas Zemnieku Savienība (LZS, Bauernverband Lettlands) betrachtet sich als Nachfolger des Lettischen Bauernbundes. Eine Splittergruppe der LZS trat ab 1993 unter der Originalbezeichnung ebenfalls zu Wahlen an.